# 壺陽録
『壺陽録』（こようろく）は、平戸藩主・松浦家に伝わる記録書。松浦家旧記。16世紀から17世紀初頭に多くの外国船が来航した記録がある。また史料には、平戸にポルトガル船が来航するようになると世界各地の珍しい商品が大量にもたらされ、日本各地の商人が平戸に集まるようになり、人々は西の都と表現した、という内容が記されている。
松浦史料博物館所蔵。
| スタブアイコン | サブスタブ | この項目は、まだ閲覧者の調べものの参照としては役立たない、書籍に関連した書きかけの項目です。この項目を加筆・訂正などしてくださる協力者を求めています（P:書物/PJ:出版）。項目が文学作品の場合は{Lit-substub}を貼り付けてください。 |